# Wenus w futrze
Wenus w futrze (niem. Venus im Pelz) – powieść autorstwa Leopolda von Sacher-Masocha oparta częściowo na elementach autobiograficznych. Powieść ta po raz pierwszy wydana została w 1870 roku na łamach czasopisma „Die Liebe”. Pierwszy polski przekład wydano w 1920 roku. Nie jest znany autor tego przekładu.

## Treść

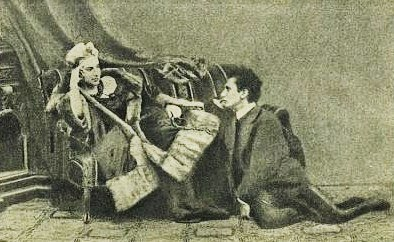
Leo i Fannie (Leopold von Sacher-Masoch i Fanny Pistor Bogdanow, rzeczywiści protoplaści powieści). W lewej ręce Fanny można zauważyć bat.

Główny bohater wyznaje zakochanej w nim pięknej kobiecie – Wandzie, swoje skryte pragnienia. Marzy o kobiecie idealnej, która będzie okrutnie się z nim obchodzić, bić go i traktować jak niewolnika.
Wanda, po początkowym wahaniu, zgadza się spełnić fantazje mężczyzny, którego kocha. Od tej pory odbywają razem podróże, on jako jej służący, ona jako jego okrutna pani. Wandzie przez pewien czas podoba się ta zabawa, ale z czasem zaczyna czuć coraz większą pogardę do tego mężczyzny. Ostatecznie porzuca go dla innego, bardziej „męskiego”.

## Przyjęcie powieści
Powieść „Wenus w futrze” była na ogół nisko oceniana pod względem literackim. Jednak tematyka tego utworu spowodowała, że stał się on obiektem szerokiej dyskusji o patologiach i dewiacjach seksualnych, zwłaszcza w środowisku psychologów i psychiatrów. Spowodowało to, że nazwisko autora przyjęto jako określenie masochizmu – jednej z dewiacji seksualnych. Słowa tego w tym znaczeniu po raz pierwszy użył Richard von Krafft-Ebing w swojej pracy Psychopathia sexualis. Od tego czasu weszło ono do ogólnego obiegu leksyki na całym świecie i stanowi określenie na postawę polegającą na osiąganiu spełnienia seksualnego podczas poniżania, doznawania cierpienia psychicznego i fizycznego zadawanego przez partnera.

## Inspiracje i nawiązania

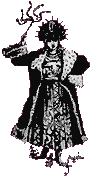
Wenus w futrze – rysunek pochodzący z papeterii Leopolda von Sacher-Masocha.

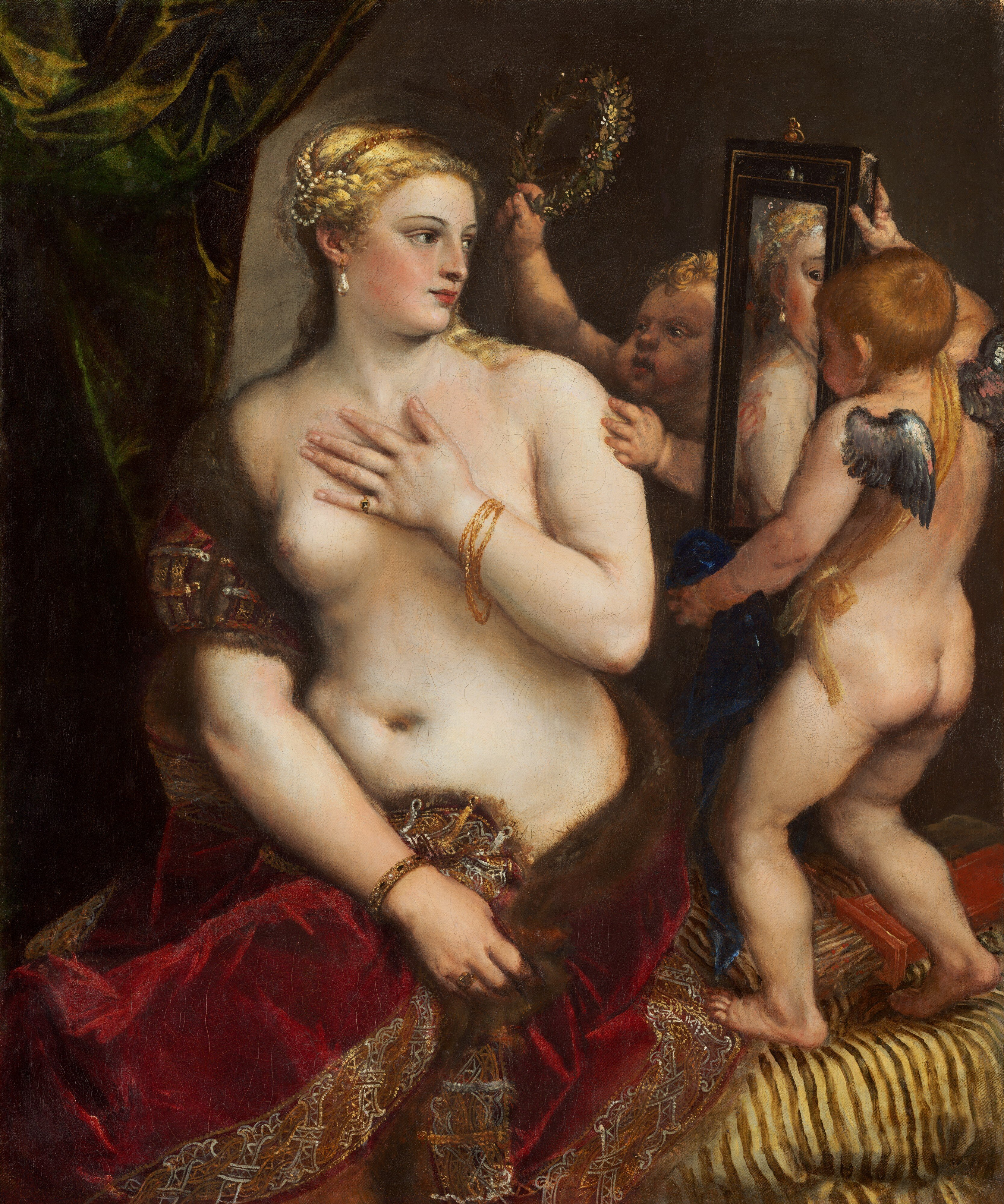
Obraz Tycjana Wenus z lustrem, o którym mówi Seweryn (narrator powieści) i do którego odwołuje się jej tytuł.

W 1986 włoski rysownik Guido Crepax przerobił „Wenus w futrze” na komiks (po polsku ukazał się on w 2012 r. nakładem wydawnictwa Mireki). Adaptacja ta ukazała się po raz pierwszy nakładem wydawnictwa Olympia Press w Mediolanie.
Powieść doczekała się także kilku adaptacji filmowych, m.in. w realizacjach takich reżyserów jak: Massimo Dallamano (1969), duet Victor Nieuwenhuijs i Maartje Seyferth (1994) oraz Roman Polański (2013).
Tytuł Wenus w futrze (org. Venus in furs) nosi jedna z piosenek zespołu The Velvet Underground (na debiutanckim albumie The Velvet Underground & Nico z 1967 roku) oraz jedna z fraszek polskiego poety Jana Sztaudyngera.